# Hierikkoselkä
Hierikkoselkä är en kulle i Finland. Den ligger i Rovaniemi i landskapet Lappland, i den norra delen av landet, 700 km norr om huvudstaden Helsingfors. Toppen på Hierikkoselkä är 249 meter över havet.
Terrängen runt Hierikkoselkä är huvudsakligen platt. Runt Hierikkoselkä är det mycket glesbefolkat, med 2 invånare per kvadratkilometer. Det finns inga samhällen i närheten. 